# Catuaro (paroisse civile)
Pour les articles homonymes, voir Catuaro.
Catuaro est l'une des cinq paroisses civiles de la municipalité de Ribero dans l'État de Sucre au Venezuela. Sa capitale est Catuaro.